# Hugh Hefner
Hugh Marston Hefner, també conegut col·loquialment com a Hef (Chicago, 9 d'abril de 1926 - Los Angeles, 27 de setembre de 2017), fou un empresari estatunidenc, fundador i editor en cap de la revista Playboy. Es va convertir en una icona carismàtica i en un defensor de la revolució sexual i la llibertat personal.